# Mátyás Rákosi

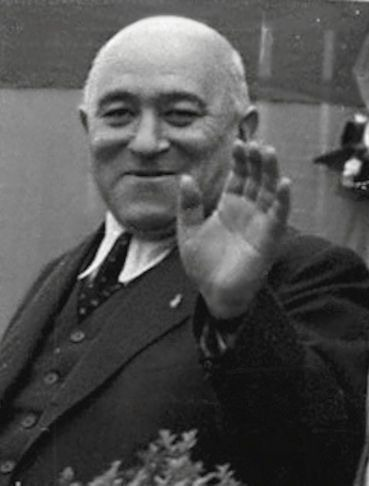
Mátyás Rákosi en 1947.

Mátyás Rákosi, de son vrai nom Mátyás Rosenfeld, né le 9 mars 1892 à Ada en Voïvodine (alors en Autriche-Hongrie) et mort le 5 février 1971 à Gorki (URSS), est un homme d'État hongrois. Stalinien convaincu, il est après la Seconde Guerre mondiale secrétaire général du Parti communiste hongrois, puis du Parti des travailleurs hongrois, et Premier ministre de la république populaire de Hongrie en 1952-1953. 
Contraint de démissionner en juillet 1956 à la suite du rapport Khrouchtchev de février, il s'exile en URSS au cours de la révolution hongroise (octobre 1956).

## Biographie

### Origines familiales et formation
Mátyás Rosenfeld naît à Ada, un village du comté de Bács, dans l'Empire austro-hongrois (aujourd'hui en Serbie), dans une famille juive, dont il est le quatrième des sept enfants. Son père est épicier. 
Par la suite, il rejette totalement le judaïsme, ainsi que toute religion, conformément à l'athéisme militant qui caractérise le mouvement communiste de cette époque.

### Du soldat austro-hongrois au chef du Komintern
Pendant la Première Guerre mondiale, il est mobilisé dans l'armée austro-hongroise sur le front de l'Est, où il est fait prisonnier. 
Les événements révolutionnaires en Russie font de lui un marxiste convaincu et, après son retour en Hongrie, il participe à la République des conseils de Hongrie de Béla Kun en qualité de commissaire au commerce ; après la chute du régime, il s'enfuit en Union soviétique. À son retour en Hongrie en 1924, il est emprisonné par le régime de l'amiral Horthy. Après seize ans d'emprisonnement, il est renvoyé en Union soviétique en 1940, en échange des drapeaux révolutionnaires hongrois capturés par les troupes russes à Világos en 1849. En Union soviétique, il devient un des chefs du Komintern. Il revient à Debrecen, en Hongrie, le 30 janvier 1945, chargé par les autorités soviétiques d'organiser le Parti communiste.

### «Le meilleur élève hongrois de Staline»
Quand, après la Seconde Guerre mondiale, le Rideau de fer tombe sur la Hongrie et que des méthodes brutales portent les communistes au pouvoir, Rákosi devient secrétaire général du Parti communiste hongrois. Il dirige de façon très autoritaire le Parti, renforce son pouvoir et organise de 1945 à 1949 la « soviétisation » progressive du pays. Toutes les organisations « non-staliniennes » sont interdites ou mises au pas. Le Parti communiste impose la fusion au Parti agrarien, puis au Parti social-démocrate, pour former avec eux en juin 1948 le Parti des travailleurs hongrois, dont Rákosi prend la tête.
Rákosi se qualifie lui-même de « meilleur élève hongrois de Staline ». Pour sa politique de soviétisation systématique, il invente la « tactique du salami », expression par laquelle il explique comment on élimine morceau par morceau une opposition démocratique, prenant progressivement le contrôle de la République de Hongrie. En 1949, Rákosi commence à instituer la terreur d'État en chargeant la police de sécurité ÁVH à agir énergiquement contre tous les adversaires du régime ; plusieurs milliers de personnes perdent la vie. Le 18 août 1949, la République de Hongrie adopte une nouvelle constitution, devenant la République populaire de Hongrie.
En 1952, Mátyás Rákosi devient également président du Conseil des ministres et fait peser sa lourde autorité sur le pays. Celui-ci connaît de graves problèmes économiques avec la détérioration massive des moyens de production et une crise de l'agriculture. Pour cette raison, après la mort de Staline, qui le protégeait, le gouvernement soviétique le contraint à céder la direction du gouvernement à Imre Nagy en juillet 1953. Il reste toutefois à la tête du Parti communiste. Peu de temps après, début 1955, son entourage reprend les rênes du pouvoir et Nagy est remplacé par András Hegedüs, rákosiste, le 14 avril suivant. Alors que la rébellion du peuple hongrois se profile déjà à l'horizon, Rákosi fait arrêter et même exécuter des milliers d'opposants du régime.

### Chute de Rakosi (juillet 1956) et départ en URSS (octobre)
En février 1956, Nikita Khrouchtchev prononce son discours sur les crimes de Staline lors XXe congrès du Parti communiste d'Union soviétique. Mais il  dénonce aussi le culte de la personnalité dans les autres pays du bloc soviétique, en Hongrie, le culte de la personnalité de Rakosi. 
Le 18 juillet, celui-ci rédige une autocritique dans laquelle il demande à être démis de ses fonctions (pour raisons de santé) et qui est publiée dans les journaux hongrois. Il est remplacé par Ernő Gerő en tant que secrétaire général du Parti communiste.
Mais en octobre survient l'épisode de la révolution hongroise, qui promeut Imre Nagy à la place de Gerö. Rakosi préfère une nouvelle fois s'enfuir en URSS, dont le gouvernement va envoyer ses chars à Budapest pour écraser la révolte et arrêter Nagy (bientôt exécuté), mais sans rétablir ni Gerö, ni Rakosi, le pouvoir revenant à János Kádár. 

### Dernières années (1956-1971), mort et funérailles
Rakosi vit encore quinze ans en URSS. Il est exclu du Parti communiste hongrois en 1962. 
Il réside en République socialiste soviétique kirghize.
Mort à Gorki (Nijni Novgorod), il est ensuite inhumé à Budapest, au cimetière de Farkasrét.

## L'antisémitisme en Hongrie sous et après Rakosi
Bien que Rákosi soit d'origine juive, il conforme ses actions à son point de vue politique et non aux traditions de sa communauté, et il se joint à la campagne antisémite de Staline en 1953, si bien qu'il commence à préparer un simulacre de procès antisémite à l'instar des procès de Prague et qui prend fin après la mort prématurée de Staline, celui-ci tramant également un sombre dessein vis-à-vis d'eux. 
Au cours de la Révolution hongroise de 1956, des Juifs se battent des deux côtés de la barricade, mais, à la suite de la révolution, on assiste à une réaction antisémite contre les membres juifs de l'ancien gouvernement dirigé par Rákosi. Pendant le gouvernement de Rákosi et son régime communiste, l'athéisme est favorisé, et non pas la religion : le sionisme et le respect des règles religieuses juives sont mis hors la loi suivant l'exemple du dirigeant de l'époque Joseph Staline. Pendant un certain temps, beaucoup de Juifs sont expulsés des grandes villes vers la province. 
Les communistes juifs n'en sont pas moins écartés progressivement (mais pas éliminés physiquement) des postes à responsabilité. L'expulsion des juifs de la vie publique est achevée au cours de la période Kádár qui dure jusqu'en mai 1988.